# Paracytheridea wawa
Paracytheridea wawa is een mosselkreeftjessoort uit de familie van de Paracytherideidae. De wetenschappelijke naam van de soort is voor het eerst geldig gepubliceerd in 1978 door Hu.